# Hamilton (Illinois)
Hamilton város az USA Illinois államában, Hancock megyében. Lakosainak száma 2753 fő (2020. április 1.).

## Népesség
A település népességének változása:

| 2010 | 2 951 |
| 2020 | 2 753 |